# Anton Grabenhofer
Anton Grabenhofer (* 4. Jänner 1895 in Karlsdorf; † 30. Juli 1967 in Obritz) war ein österreichischer Politiker (SPÖ) und Landwirt. Grabenhofer war von 1951 bis 1959 Abgeordneter zum Landtag von Niederösterreich.
Grabenhofer besuchte die Volksschule und absolvierte in der Folge eine Lehre als Bürsten- und Pinselmacher. Zwischen 1919 und 1952 war er als selbständiger Meister tätig. Grabenhofer vertrat die Sozialdemokratische Arbeiterpartei zwischen 1924 und 1934 im Gemeinderat und leistete im Zweiten Weltkrieg seinen Militärdienst zwischen 1943 und 1945 ab, wobei er in sowjetische Kriegsgefangenschaft geriet. Nach dem Ende des Krieges war Grabenhofer zwischen 1946 und 1957 Bürgermeister von Pfaffenberg und vertrat die SPÖ zwischen dem 18. Oktober 1951 und dem 4. Juni 1959 im Niederösterreichischen Landtag. Zudem war Grabenhofer Obmannstellvertreter des Arbeitsbauernbundes.